# Rabenpapagei
Der Rabenpapagei (Coracopsis nigra), auch Kleine Vasapapagei genannt, lebt mit vier Unterarten in Madagaskar, auf den Komoren und der Seychelleninsel Praslin.

## Merkmale

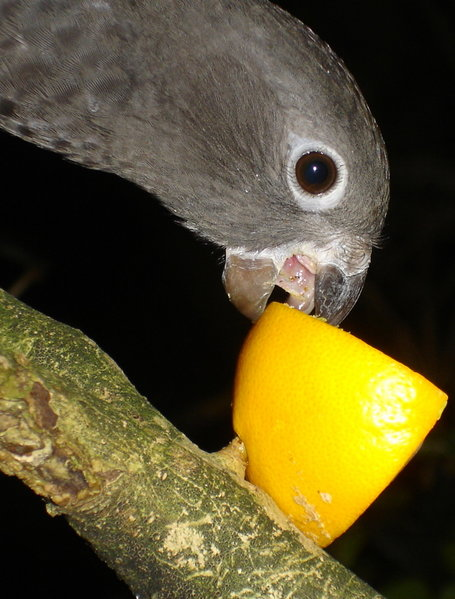
Nahaufnahme des Kopfes

Die Vögel werden bis zu 35 Zentimeter lang und bleiben damit kleiner als die ähnlich aussehenden Großen Vasapapageien (Coracopsis vasa). Die Nominatform ist mit Ausnahme der leicht grauen Unterschwanzdecken von überwiegend braunschwarzer Farbe, die Unterarten unterscheiden sich nur wenig. C. n. libs ist etwas heller, die Unterseite geht mehr ins Bräunliche, das Braun ist bei C. n. sibilans und C. n. barklyi etwas heller. Die Außenfahnen der Handschwingen von C. n. nigra sind grau, bei C. n. sibilans fehlt das Grau, bei C. n. barklyi ist die Färbung bläulich-grau. Der Oberkopf von C. n. barklyi ist unauffällig gestrichelt.
Der Schnabel ist hell (in der Brutzeit dunkler, das Gefieder zeigt dann einen grünlichen Schimmer), die Iris dunkelbraun. Um die Augen zeigt sich ein schmaler, nackter, rosa-brauner Augenring, der nicht bis zur Schnabelbasis reicht. Die Füße sind rosa-braun.
Männchen und Weibchen ähneln einander, es besteht kein auffälliger Sexualdimorphismus. Jungvögel sind brauner und zeigen ein mattes Gefieder. Der nackte Ring um die Augen ist kleiner oder fehlt, der Schnabel ist rosa-grau.

## Lebensraum
Der Rabenpapagei lebt von der Küstenebene bis in Höhen von 2000 Metern, in primären Tiefland- und Bergregenwäldern, Trockenwäldern, Sekundärwäldern, baumbestandenen Savannen und Mangroven. Er ist stärker als der Große Vasapapagei (Coracopsis vasa) auf intakte Lebensräume angewiesen. 

## Lebensweise
Rabenpapageien sind tagaktiv und leben gesellig in Gruppen von 3 bis 15 Tieren. Wo reichlich Nahrung vorhanden ist, können sich bis zu 50 Tiere zusammenfinden. Die größte Aktivität zeigen sie am frühen Morgen, am späten Nachmittag und in Vollmondnächten.

### Ernährung
Der Rabenpapagei frisst Samen und Früchte, unter anderem die des Baumes der Reisenden, des Tamarindenbaums, von Didiereaceaen, Feigen, Akazien, Schirmakazien, Croton, Guaven und Mangos. In landwirtschaftlich genutzten Gebieten fressen die Vögel große Mengen von Mais, Reis und Maniok.
Die Art bevorzugt kleine, nicht duftende Früchte. Gelegentlich lässt der Rabenpapagei Früchte unter den Elternpflanzen auf die Erde fallen oder die Früchte werden intakt weggetragen und der Papagei trägt so zur Verbreitung der Pflanzen bei, meist werden die Früchte aber zerstört. Wegen des Zerbeißens mit dem Schnabel und des Abfressens unreifer Früchte gilt die Art als Samenräuber.

### Fortpflanzung
Rabenpapageien sind Höhlenbrüter. Sie brüten in Madagaskar während der heißen Regenzeit von Dezember bis März oder April. Das Gelege befindet sich in großer Höhe (mindestens 15 m über dem Boden) und besteht aus 2–3 weißen Eiern.

## Unterarten
- Rabenpapagei(Coracopsis nigra nigra (Linnaeus, 1758)), Osten von Madagaskar, nach Westen intergradatiert die Unterart mit C. n. libs[2]
- Bangs-Vasapapagei (Coracopsis nigra libs Bangs, 1927), Westen und Süden von Madagaskar
- Kleiner Komoren-Vasapapagei (Coracopsis nigra sibilans Milne-Edwards & Oustalet, 1885), Grande Comore, Anjouan (Komoren)
- Seychellen-Vasapapagei (Coracopsis nigra barklyi Newton, 1867), Praslin (Seychellen), wird oft auch als eigene Art angesehen.